# شل (ترانه کشا)
«شل» ترانه‌ای از کشا است که در ۲۹ اکتبر ۲۰۱۰ منتشر شد. این ترانه در آلبوم آدمخوار (آلبوم کشا) قرار داشت.